# Blizne Łaszczyńskiego
Blizne Łaszczyńskiego is een plaats in het Poolse district  Warszawski zachodni, woiwodschap Mazovië. De plaats maakt deel uit van de gemeente Stare Babice en telt 710 inwoners.